# Landoh
Landoh is een bestuurslaag in het regentschap Rembang van de provincie Midden-Java, Indonesië. Landoh telt 2268 inwoners (volkstelling 2010).